# Handflata

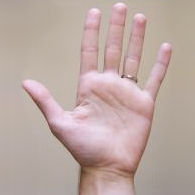
Handflata.

Handflata (latin: palma manus) är handens inre yta.
Handflatans hud är tunn och känslig, och har svag pigmentering. Vissa systemiska sjukdomar och tillstånd kan göra så att handflatornas färg förändras, till exempel i form av palmarerytem, cyanos och vita fingrar.